# Monaster Țipova
Monaster Țipova – prawosławny męski klasztor w okolicy Țipovej, w jurysdykcji eparchii kiszyniowskiej Mołdawskiego Kościoła Prawosławnego.

## Historia
Pierwszy monaster na tym miejscu powstał między X a XII wiekiem. W jego skład wchodzą wykute w skałach cele oraz cerkiew Krzyża Świętego. Podczas najazdów tatarskich w XIII w. klasztor prawdopodobnie służył miejscowej ludności jako miejsce schronienia. Następnie monaster został opuszczony. Mnisi powrócili na to miejsce w XIV w. Wtedy powstał drugi zespół cel i nowa cerkiew św. Mikołaja, również wykute w skałach wapiennych na prawym brzegu Dniestru. Według legendy właśnie na terenie monasteru odbył się trzeci ślub hospodara Stefana Wielkiego z Marią Voichițą. Między wiekiem XVI i XVIII w powstała natomiast cerkiew Zaśnięcia Matki Bożej. Remontem i ponowną organizacją wspólnoty zajął się mnich Bartłomiej, który tworzył w nieodległej Saharnej inny męski monaster. Od 1756 do 1776 Bartłomiej doprowadził do wyremontowania cel, odnowił młodszą z klasztornych cerkwi i zaczął ponownie odprawiać w niej nabożeństwa. W wieku XIX powstały natomiast budynki gospodarcze, dzwonnica i refektarz, w 1828 zbudowano cerkiew murowaną, która przejęła funkcje głównej świątyni tworzonego skitu. W 1842 klasztor został ponownie wyświęcony jako skit Zaśnięcia Matki Bożej, podlegający monasterowi Saharna, z tym jednak, że dawny ziemski majątek monasterski trafił do klasztoru Capriana. W 1912 kierujący skitem archimandryta Innocenty odremontował jego główną cerkiew. W 1919 skit otrzymał status monasteru. W 1898 wspólnotę monasterską tworzyło szesnastu mnichów, wszyscy byli pochodzenia rumuńskiego. Klasztor posiadał bibliotekę ze zbiorem ksiąg rumuńskich z XVII–XVIII w. W 1923 w klasztorze przebywało siedmiu mnichów, sześciu riasofornych posłuszników i ośmiu posłuszników. 
Monaster został zlikwidowany po włączeniu terytorium Mołdawii do ZSRR, w 1949. Wspólnota mnisza uległa rozproszeniu, w obiektach klasztornych powstał kołchoz, w cerkwi urządzono magazyn tytoniu. Część cel uległa zniszczeniu. W 1988 kompleks klasztorny został odnowiony i zamieniony w plenerowe muzeum. W 1994 Mołdawski Kościół Prawosławny odzyskał obiekt i restytuował wspólnotę. Z powodu niedostatecznych funduszy nadal nie ukończono restauracji najstarszych, skalnych części kompleksu. W monasterskiej cerkwi, wyremontowanej do 2000, znajduje się ikonostas i ikony z XVIII i XIX w. W końcu XX wieku w monasterze przebywało dziesięciu mnichów i posłuszników.